# Fear Street, partie 2 : 1978
Série Fear Street
Partie 1 : 1994
(2021) Partie 3 : 1666
(2021)
Pour plus de détails, voir Fiche technique et Distribution.
Fear Street, partie 2 : 1978 (Fear Street Part Two: 1978), intitulé à l’écran Fear Street 1978, est un film américain coécrit et réalisé par Leigh Janiak et sorti en 2021 sur le service Netflix.
Basé sur la série littéraire Fear Street de l'écrivain américain R. L. Stine, il s'agit également du deuxième volet de la série de films du même titre, ainsi que du second film de la trilogie originale.
Il sert à la fois de suite et de préquelle au précédent volet, mettant en scène la suite des aventures de Deena en 1994, mais suit également Ziggy Berman, seule survivante d'un massacre dans un camp de vacances en 1978.

## Synopsis
Le 19 juillet 1978, Ziggy Berman de Shadyside est accusée de vol par Sheila, une campeuse de Sunnyvale, et ses amis.  Ils l'accusent d'être une sorcière, l'attachent à un arbre et commencent à la brûler avant que les conseillers du camp Nick Goode et Kurt n'interviennent. La sœur aînée de Ziggy, Cindy, et son petit ami Tommy Slater nettoient le réfectoire lorsque l'infirmière Lane, la mère du tueur de Shadyside Ruby Lane, attaque Tommy, disant qu'il mourra cette nuit-là avant qu'elle ne soit retirée du camp par la police.  Les adolescents de Sunnyvale pensent qu'elle était possédée par Sarah Fier, tout comme sa fille.  En enquêtant sur l'infirmerie, Cindy et Tommy rencontrent les conseillers Alice, l'ancienne amie de Cindy, et son petit ami Arnie.  Ils trouvent le journal de Lane qui dit que Fier a passé un accord avec le diable en se coupant la main sur la pierre de Satan, gagnant ainsi la vie éternelle.  Ils trouvent également une carte dans le journal menant à la maison de Fier.
À la maison, ils trouvent des tombes vides déterrées par l'infirmière Lane et découvrent la marque de la sorcière sous la maison.  Alice et Cindy trouvent un mur gravé avec les noms de tous les tueurs de Shadyside et le nom de Tommy inclus.  Tommy, maintenant possédé, tue Arnie avec une hache et les filles s'échappent dans une grotte.  Au camp, Nick aide Ziggy à faire une blague à Sheila et à l'enfermer dans les toilettes.  Alors que les deux se lient et partagent un baiser, Tommy atteint le camp et assassine plusieurs campeurs de Shadyside, dont la conseillère Joan.  Pendant ce temps, Cindy et Alice tentent de s'échapper en utilisant la marque de la sorcière dans le journal comme carte de la grotte.  Ils tombent sur un tas d'organes qui battent, ce qui, lorsqu'Alice le touche, lui donne des flashbacks de tous les tueurs passés et de leurs victimes.  Après qu'Alice se soit blessée à la jambe, elle se réconcilie avec Cindy et les deux atteignent une grotte s'ouvrant sous la dépendance.
Après avoir combattu une Sheila en colère et l'avoir assommée, Ziggy et le conseiller Gary tentent de sauver Alice et Cindy jusqu'à ce que Tommy décapite Gary.  Ziggy se cache avec Nick, jusqu'à ce qu'il soit blessé par Tommy, et s'échappe vers le réfectoire.  Alors que le reste du camp part en bus, Cindy trouve un itinéraire vers le mess tandis qu'Alice reste derrière.  Tommy attaque Ziggy, mais Cindy intervient et le tue.  Alice arrive et leur dit qu'elle a trouvé la main de la sorcière.  Elle avait commencé à saigner et s'est rendu compte qu'elle était assise près de la pierre de Satan, où elle l'a déterrée.
Le trio décide de mettre fin à la malédiction en réunissant la main et Sarah lorsque Ziggy saigne soudainement sur la main et a une vision de Sarah Fier.  Cela déclenche la malédiction, ressuscitant plusieurs tueurs de Shadyside.  Tommy tue Alice avant que Cindy ne le décapite.  Ziggy et Cindy courent vers l'arbre où Fier a été pendu, avec les tueurs de Shadyside à leur poursuite.  Ils creusent autour de l'arbre et trouvent un rocher disant "La sorcière vit pour toujours".  Quand Cindy se rend compte qu'ils sont après Ziggy, elle laisse tomber la main et se sacrifie.  Les deux sont assassinés et les tueurs disparaissent, jusqu'à ce que Nick les trouve et sauve Ziggy via CPR.
Deena et Josh se rendent compte que C. Berman est Ziggy, de son vrai nom Christine.  Ils lui disent qu'ils ont trouvé le corps de la sorcière et maintenant, avec la main, ils peuvent mettre fin à la malédiction.  Deena et Josh se rendent au centre commercial Shadyside, qui a été construit après la fermeture du camp Nightwing, et sortent la main de sous le même arbre.  Ils l'emmènent à l'endroit où le corps est enterré et Deena réunit le corps avec la main.  Le nez de Deena saigne et elle se retrouve en 1666, où elle est maintenant Sarah Fier.

## Fiche technique
Sauf indication contraire, les informations mentionnées dans cette section peuvent être confirmées par la base de données cinématographiques IMDb,  présente dans la section « Liens externes ».
- Titre original : Fear Street Part Two: 1978
  - Titre original à l'écran : Fear Street 1978
- Titre français : Fear Street, partie 2 : 1978
- Réalisation : Leigh Janiak
- Scénario : Leigh Janiak et Zak Olkewikz, d'après une histoire co-écrite avec Phil Graziadei et basé sur Fear Street de R. L. Stine
- Direction artistique : Sean Brennan
- Décors : Scott Kuzio
- Costumes : Amanda Ford
- Photographie : Caleb Heymann
- Montage : Rachel Goodlett Katz
- Musique : Marco Beltrami et Brandon Roberts
- Production : Peter Chernin, David Ready et Jenno Topping
  - Producteurs délégués : Kori Adelson, Yvonne Bernard, Timothy Bourne et Leigh Janiak
- Sociétés de production : Chernin Entertainment
- Société de distribution : Netflix
- Pays d'origine :  États-Unis
- Langue originale : anglais
- Format : couleur — 2.39:1 — son Dolby Digital
- Genre : horreur, fantastique
- Durée : 110 minutes
- Dates de sortie :
- États-Unis : 8 juillet 2021 (avant-première à Los Angeles en Californie)
- : 9 juillet 2021 sur Netflix
- Classification :
  - États-Unis : R – Restricted (Interdit aux moins de 17 ans)

## Distribution
- Sadie Sink (VF : Clara Quilichini) : Christine « Ziggy » Berman
  - Gillian Jacobs (VF : Karine Foviau) : Christine Berman adulte
- Emily Rudd (VF : Alice Orsat) : Cindy Berman
- Ryan Simpkins (VF : Rebecca Benhamour) : Alice
- McCabe Slye (VF : Gauthier Battoue) : Thomas « Tommy » Slater
  - Lloyd Pitts : Thomas Slater masqué
- Ted Sutherland (VF : Oscar Douieb) : Nick Goode
  - Ashley Zukerman (VF : Alexandre Gillet) : Nick Goode adulte
- Jordana Spiro : Mary Lane
- Kiana Madeira (VF : Emmylou Homs) : Deena Johnson
- Benjamin Flores Jr. (VF : Jonathan Gimbord) : Josh Johnson
- Olivia Scott Welch (VF : Valérie Bescht) : Samantha « Sam » Fraser
- Chiara Aurelia : Sheila
- Jordyn DiNatale : Ruby Lane
- Drew Scheid (VF : Yoann Sover) : Gary
- Sam Brooks (VF : Clément Moreau) : Arnie
- Marcelle LeBlanc (VF : Kaina Blada) : Becky
- Jacqi Vené (VF : Charlotte Hervieux) : Joan
- Michael Provost : Kurt
- Brandon Spink : Will Goode
- Dylan Gage : Jeremy

## Production

### Développement
En octobre 2015, il est dévoilé que 20th Century Fox développe une adaptation cinématographique de la série littéraire Fear Street de l'écrivain américain R. L. Stine avec la société de production Chernin Entertainment. Il est par la suite dévoilé que le studio prépare en réalité une trilogie dont chaque films se déroulera à une époque différente avec pour projet de les sortir avec un mois d'écart. Leigh Janiak, qui a signé en 2017 pour réaliser le premier film, est annoncée à la réalisation de la trilogie.

### Distribution des rôles
En avril 2019, Gillian Jacobs, Sadie Sink, Emily Rudd et McCabe Slye rejoignent la distribution du film.

### Tournage
Les trois films de la trilogie ont bénéficié d'un tournage simultané. Le tournage démarre en mars 2019 à Atlanta et East Point dans l'état de Géorgie. Il s'est terminé en septembre 2019.

### Musique
En mai 2021, il est dévoilé que Marco Beltrami composera la musique des trois films de la trilogie et qu'il sera accompagné d'un compositeur différent sur chacun d'entre eux : Sur 1978, il a co-composé la musique avec Brandon Roberts.

## Accueil

### Sortie
Lors de l'annonce du projet, 20th Century Fox annonce que les trois films de la trilogie sortiront au cinéma avec un mois d'écart entre eux : 1978 était prévu pour une sortie au mois de juillet 2020. En mars 2019, à la suite de l'acquisition de 21st Century Fox par Disney, la Walt Disney Company hérite du projet qu'elle distribuera via 20th Century Studios. En mars 2020, le studio retire temporairement le film de son planning en réponse à la fermeture des cinémas dans plusieurs pays à la suite de la pandémie de Covid-19.
Néanmoins, en avril 2020, le Disney et Chernin Entertainment mettent un terme à leurs contrat de distribution et la société signe un contrat d'exclusivité avec le service Netflix. En août 2020, dans le cadre de la fin du contrat, Disney revend les droits de la trilogie à Netflix. Le service annonce que les trois films seront mis en ligne sur trois semaines au mois de juillet 2021 : 1978 est alors programmé pour le 9 juillet 2021.

### Critique
Aux États-Unis, le film a reçu des critiques principalement positives. Sur le site agrégateur de critiques Rotten Tomatoes, il obtient un score de 89 % de critiques positives, avec une note moyenne de 7,00/10 sur la base de 72 critiques positives et 9 négatives, lui permettant d'obtenir le label « Frais », le certificat de qualité du site. Le consensus critique établi par le site résume que le film « une réinvention intelligente et subversive du slasher et montre que les camps de vacances n'ont jamais été aussi effrayants notamment grâces aux performances de Sadie Sink, Emily Rudd et Ryan Simpkins ».
Sur un autre site agrégateur de critiques, Metacritic, le film obtient un score positif de 61/100 sur la base de 15 critiques collectées.
En France, au contraire des États-Unis, malgré la note sur Écran large qui est de 2/5, il a reçu sur le site Allociné une note de 3,4/5 selon les avis des spectateurs.

## Suite
Fear Street est une trilogie, 1978 suivi par un troisième et dernier film, Fear Street, partie 3 : 1666, également réalisé par Leigh Janiak.